# カンザス (戦艦)
| USS Kansas BB-21 |                                                                                                   |
| 艦歴             |                                                                                                   |
| 発注:            |                                                                                                   |
| 起工:            | 1904年2月10日                                                                                     |
| 進水:            | 1905年8月12日                                                                                     |
| 就役:            | 1907年4月18日                                                                                     |
| 退役:            | 1921年12月16日                                                                                    |
| その後:          | スクラップとして売却                                                                              |
| 性能諸元         |                                                                                                   |
| 排水量:          | 16,000 トン                                                                                       |
| 全長:            | 456.3 ft                                                                                          |
| 全幅:            | 76.8 ft                                                                                           |
| 吃水:            | 24.5 ft                                                                                           |
| 機関:            |                                                                                                   |
| 最大速:          | 18ノット                                                                                          |
| 航続距離:        |                                                                                                   |
| 兵員:            | 士官、兵員880名                                                                                   |
| 兵装:            | 12インチ砲4門、8インチ砲8門、 3ポンド砲12門、1ポンド砲2門、 30口径機銃2基、 21インチ魚雷発射管4門 |
| 航空機:          |                                                                                                   |
| モットー:        |                                                                                                   |

カンザス(USS Kansas, BB-21)は、アメリカ海軍の戦艦。コネチカット級戦艦の4番艦。艦名はカンザス州にちなむ。その名を持つ艦としては2隻目。

## 艦歴
カンザスは1904年2月10日にニュージャージー州カムデンのニューヨーク造船所で起工し、1905年8月12日にアンナ・ホック（カンザス州知事の娘）によって命名、進水、1907年4月18日にフィラデルフィア海軍工廠で初代艦長チャールズ・E・ヴリーランド大佐の指揮下就役した。